# Trichamelia eugeniae
Trichamelia eugeniae är en svampart som beskrevs av Bat. & R. Garnier 1960. Trichamelia eugeniae ingår i släktet Trichamelia och familjen Asterinaceae.   Inga underarter finns listade i Catalogue of Life.